# Cocco Bill
(incipit di Cocco Bill fa sette più - Benito Jacovitti)
Cocco Bill è un personaggio immaginario creato da Benito Jacovitti e protagonista di numerose storie a fumetti la cui prima pubblicazione è del 1957 e che ha avuto trasposizioni televisive.

## Storia editoriale
(intervista al Corriere della Sera del 22 novembre 1992 - Benito Jacovitti)
Il personaggio esordì il 28 marzo 1957 sul primo numero de Il Giorno dei Ragazzi, supplemento settimanale gratuito de Il Giorno dove viene pubblicato per circa un decennio, per poi continuare dal 1968 sul Corriere dei piccoli e poi dal 1972 sul Corriere dei ragazzi e, dal 1987, su Il Giornalino dove continuerà a essere pubblicato anche dopo la morte dell'autore nel 1998. Nel 2017 una selezione della produzione è stata ristampata nella collana Cocco Bill e il meglio di Jacovitti edita da Hachette.

## Caratterizzazione del personaggio
(Tipica esclamazione di Cocco Bill)
Cocco Bill è un abilissimo pistolero difensore della legge sempre pronto a dare la caccia ai banditi in sella al suo cavallo Trottalemme. Al bancone dei saloon ordina camomilla al posto del classico whisky. Fra i suoi avversari ricorrenti ci sono Bunz Barabarunz e i sette Kuknass Brothers, nemici giurati, e la movimentata figura di Osusanna Ailoviù, spasimante non corrisposta. Non capita di rado di incontrare gli indiani Ciriuàcchi e i Piedi Neri, nativi americani le cui strane lingue, alla lettura, suonano rispettivamente come un simil-napoletano (per esempio ahó viscepà, iovoio quaiò! oquaiò kaimagnà!, cioè ehi, viso pallido, io rivoglio il quaglione che hai mangiato) e un simil-lombardo. Altri elementi ricorrenti sono gli sceriffi, dai modi duri ma più o meno imbranati, la rissa nel saloon, l'assalto alla diligenza, il tentativo di linciaggio, e mille altre situazioni-canovaccio su cui Jacovitti si diverte a improvvisare.

## Trottalemme
Trottalemme è il fedele destriero di Cocco Bill.
Inizialmente il cavallo bianco non ha alcun nome, poi, con l'aumentare della produzione circa Cocco Bill, Jacovitti lo battezza Trottalemme. Tra le sue particolarità c'è indubbiamente la passione per il fumo di sigaretta e la perspicacia nel compiere il suo dovere di complice di Cocco Bill.
Poiché in qualche storia a fumetti Trottalemme appare mentre sta mangiando un piatto di spaghetti al pomodoro, nella serie animata la pasta è divenuta la sua passione principale, mentre la sigaretta è stata abbandonata.

## Ambientazione
Il Far West in cui sono ambientate le avventure di Cocco Bill è la somma degli elementi dell'immaginario collettivo da film e fumetti western, resi nel tipico modo assurdo e folle di Jacovitti.

## Elenco delle storie
Dopo la morte di Jacovitti nel 1997 la realizzazione delle storie è affidata in primo luogo a Luca Salvagno, erede ufficiale del fumettista, e agli altri collaboratori.
1. Cocco Bill 1957
2. Cocco Bill e gli Apaciones, Il Giorno dei Ragazzi 1958
3. Cocco Bill e la revolucion, Il Giorno dei Ragazzi 1958-59
4. Cocco Bill in Canada, Il Giorno dei Ragazzi 1959-60
5. Il sergente Cocco Bill, Il Giorno dei Ragazzi 1960
6. Cocco Bill contro Cocco Bill, Il Giorno dei Ragazzi 1960-61
7. Kamumilla Kokobì, Il Giorno dei Ragazzi 1961
8. Il cosacco Cocco Bill, Il Giorno dei Ragazzi 1961-62
9. Cocco Bill nella foresta, Il Giorno dei Ragazzi 1962
10. Cocco Cocco Cocco Bill, Il Giorno dei Ragazzi 1963
11. Cocco Bill nell'Arizona, Il Giorno dei Ragazzi 1963
12. Cocco Bill nell'aldiquà, Il Giorno dei Ragazzi 1964
13. Il corsaro Cocco Bill, Il Giorno dei Ragazzi 1964-65
14. Lo sceriffo Cocco Bill, Il Giorno dei Ragazzi 1965
15. Ugh-ugh Cocco Bill, Il Giorno dei Ragazzi 1965-66
16. Cocco Bill così e cosà, Il Giorno dei Ragazzi 1966
17. Il Cocco bello il brutto e il cattivo, Il Giorno dei Ragazzi 1967
18. Coccobillevolissimevolmente, Il Giorno dei Ragazzi 1967
19. Cocco Bill fa sette più, Corriere dei Piccoli 1968-69
20. Cocco Bill sulle rotaie, Corriere dei Piccoli 1969
21. Cocco brillo, Corriere dei Piccoli 1969
22. Coccoùgh!, Corriere dei Piccoli 1969
23. Cocco Bill controcorrente, in I nuovi eroi, Corriere della Sera 1969
24. Occhio di Pollo e... i polli con l'occhio, Corriere dei Piccoli 1969-70
25. Cocco driinn!, Corriere dei Piccoli 1970
26. Cocco Bill contro chissà?, Corriere dei Piccoli 1970
27. Coccobilliput, Corriere dei Piccoli 1970
28. Cocco Bill sette per due, Corriere dei Piccoli 1971
29. Cocco Bill quasi per niente, Corriere dei Ragazzi 1972
30. Cocco Bill fa bim bam bum, Corriere dei Ragazzi 1972
31. Cocco Bill a Bob City, Corriere dei Ragazzi 1972
32. Cocco Bill per un po' di camomilla, Corriere dei Ragazzi 1973
33. Scioscioscioni Cocco Bill!, Corriere dei Ragazzi 1976
34. Jacovittevolissimevolmente Cocco Bill, in Diario Vitt maxivitt 1978/79
35. Cocco Bill: Saloon, Il Giornalino 1978
36. Cocco Bill: Cicci e Cocco, Il Giornalino 1978
37. Cocco Bill: Mondo pistola!, Il Giornalino 1978
38. Cocco Bill: Cocco Ugh!, Il Giornalino 1978
39. Cocco Bill: Cocco Patata, Il Giornalino 1978
40. Cocco Bill: Cocco Siù, Il Giornalino 1978
41. Cocco Bill: Ciccicoccomac, Il Giornalino 1978
42. Cocco Bill: Coccopepite, Il Giornalino 1978
43. (4 tavole autoconclusive senza titolo eseguite nel 1979, pubblicate in Jacovitti Magazine n. 13 1997)
44. Cocco Bill, S&M Strisce e Musica 1981
45. È Natale Cocco Bill, in Rivista della banca popolare di Bergamo 1982
46. Cocco Bill, TV Junior 1982
47. Cocco Bill, TV Junior 1982
48. Cocco Bill, TV Junior 1983
49. Cocco Bill, TV Junior 1983
50. Cocco Bill!, TV Junior 1983
51. Cocco Bill!, TV Junior 1983
52. Cocco Billo!, TV Junior 1983
53. Cocco Bill, TV Junior 1983
54. Cocco Bill, TV Junior 1983
55. Cocco Bill, TV Junior 1983
56. Cocco Biiiiill, TV Junior 1983
57. Cocco Bill!, TV Junior 1983
58. Cocco Bill, TV Junior 1983
59. Cocco Bill fa coccodè, G 1986
60. Cocco Beach, in Messaggero Estate 1986
61. Cocco Bill contro se stesso, Comic Art 1986
62. Cocco Bill, Il Giornalino 1986
63. Cocco Bill, G 1987
64. Coccodrill, G 1997
65. Coccobillaggini, Il Giornalino 1997
66. Coccobillando, Il Giornalino 1997
67. Goggobill, Il Giornalino 1997
68. Coccobillaggini!, Il Giornalino 1997
69. Coccobillaggini!, Il Giornalino 1997
70. Coccobillando, Il Giornalino 1997
71. Coccobillando!, Il Giornalino 1997
72. Cocco Bill: diquaedilà, serie I grandi comici del fumetto, Bonelli 1997
73. Coccobillando!, Il Giornalino 1997
74. Coccobillando!, Il Giornalino 1997
75. Coccobillaggini!, Il Giornalino 1997
76. Crazy Cocco, Il Giornalino 1997
77. Coccobillando!, Il Giornalino 1997
78. Coccobillaggini!, Il Giornalino 1997
79. Coccobeheheh!, Il Giornalino 1997
80. Coccobillando!, Il Giornalino 1997
81. Coccobillaggini!, Il Giornalino 1997
82. Coccobillando!, Il Giornalino 1997
83. Coccozitt!, Il Giornalino 1997
84. Coccokiller, Il Giornalino 1997
85. Coccobillaggini!, Il Giornalino 1997
86. Coccobillando!, Il Giornalino 1997
87. Coccobrrrr, Il Giornalino 1997[6]
88. Coccobull, G 1998
89. Coccobillaggini!, Il Giornalino 1998
90. Coccoecocco, Il Giornalino 1998
91. Cocco? ...No!, Il Giornalino 1998
92. CoccoEttì!, Il Giornalino 1998
93. Coccobillaggini!, Il Giornalino 1998

## Altri media
Televisione
Pubblicità
La prima apparizione del personaggio come cartone animato risale alla trasmissione Carosello, a cura dei fratelli Pagot. In quegli spot, promuoveva i gelati Eldorado.
Cartoni animati
- Cocco Bill (2001): prodotta da Pierluigi de Mas e da de Mas & Partners, serie di 52 episodi da 13 minuti ciascuno, a cui fanno seguito, nel 2004, altri 52 episodi. La prima serie, andata in onda su Rai 2, sul satellite e anche sul digitale terrestre, si può trovare in distribuzione in DVD. La seconda serie invece è stata trasmessa solo sul satellite.